# Даксофон
Даксофон — музыкальный перкуссионный инструмент из группы идиофонов. Изобретён немецким гитаристом и изобретателем Хансом Райхелем (Hans Reichel, 1949—2011).
Ю́рий Ла́ндман дизайн DIY версия для мастерских.